# Giedrius Barevičius
Giedrius Barevičius (ur. 9 sierpnia 1976 w Wilnie) – litewski piłkarz występujący na pozycji pomocnika.